# Trichopsis schalleri
Trichopsis schalleri är en fiskart som beskrevs av Ladiges 1962. Trichopsis schalleri ingår i släktet Trichopsis och familjen Osphronemidae. IUCN kategoriserar arten globalt som livskraftig. Inga underarter finns listade i Catalogue of Life.